# Power-up

Telewizor z „osłoną”, power-up występujący w serii gier Sonic the Hedgehog

Power-upy – obiekty w grach komputerowych, których zebranie powoduje uzyskanie przez postać gracza różnych specyficznych umiejętności lub wpływa na otoczenie. Od przedmiotów (itemów) różnią się tym, że ich działanie jest zwykle natychmiastowe, a ich graficzna reprezentacja wyróżnia się wśród innych obiektów (na przykład ma formę kolorowych symboli, liter).

## Działanie power-upów
Mają one za zadanie ułatwić graczowi osiągnięcie danego celu w grze. Power-upy zwykle mają ograniczony czas działania; najczęściej dają bohaterowi niewidzialność, nieśmiertelność, niszczą wszelkich przeciwników na danym terenie, spowalniają czas itp. W niektórych grach istnieją też power-upy, które szkodzą przeciwnikowi, np. spowalniając go.
Często równolegle z otrzymaniem danego atrybutu gracz również zyskuje dodatkowe punkty lub, w przypadku gier z ograniczeniem czasowym, zwiększa czas trwania rozgrywki.

## Power-upy w grach
Power-upy głównie występują w grach zręcznościowych jako małe, często świecące obiekty wiszące w powietrzu lub ukryte w innych obiektach czy elementach otoczenia. Czasem znajdują się na nich symbole powiadamiające gracza o tym co dany power-up umożliwia.
Power-upy w grach typu FPP i TPP to najczęściej apteczki, pancerze, amunicja i różne zdolności specjalne (widzenie w ciemności, przyspieszenie itp.). Często utożsamiane są ze zwykłymi przedmiotami.
W grach wyścigowych power-upy mogą przyjmować formę np. dodatkowego paliwa, czy tymczasowego zwiększenia wydajności pojazdu. Mogą również zmniejszać czas potrzebny na dane okrążenie, lub zaopatrywać w broń, jak np. w grze Mario Kart.
Słynne power-upy to na przykład czerwony grzyb oraz „gwiazdki” dające nieśmiertelność z Super Mario Bros. czy quad z gry Quake (nazwa pochodzi od angielskiego quad damage, czyli poczwórne obrażenia), który w grach z serii Quake jest zawsze reprezentowany logiem gry.
W języku polskim na power-up mówi się potocznie dopalacz tudzież dopałka; nie ma polskiego odpowiednika znajdującego się w słowniku czy encyklopedii.